# Постійний форум ООН з питань корінних народів

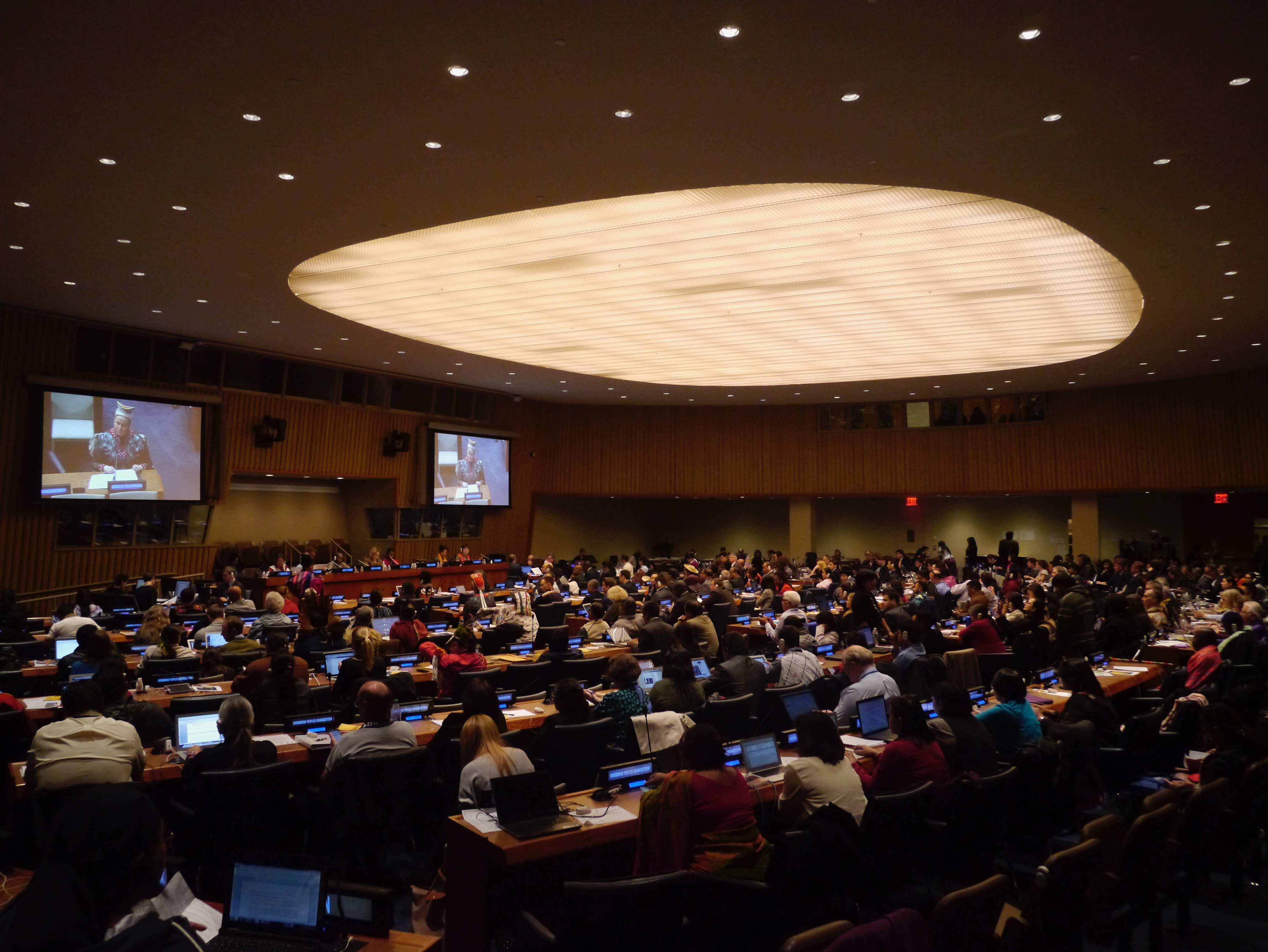
Пленарне засідання УНПФІІ (2015)

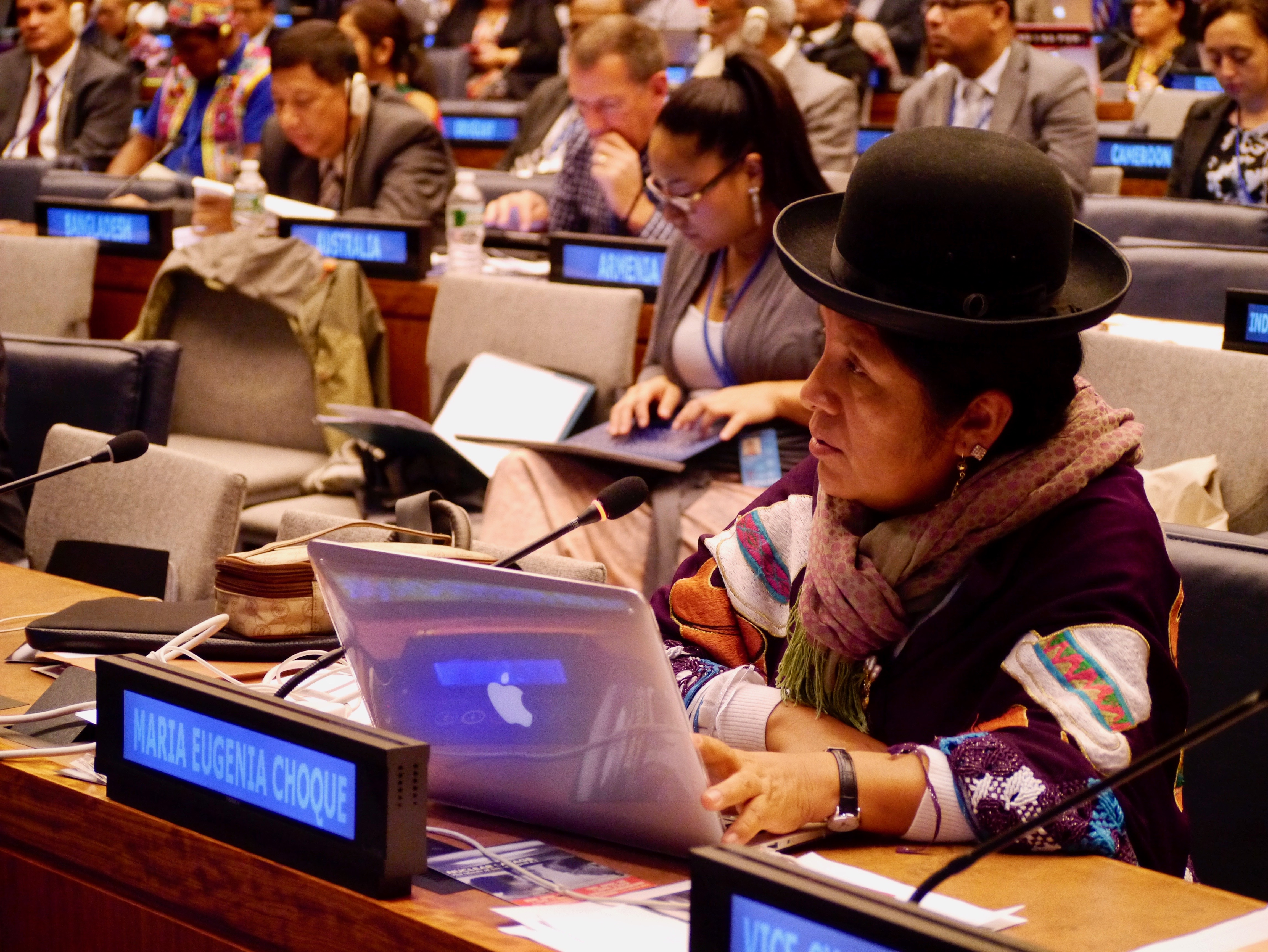
Марія Євгенія Чок Кіспе, член Постійного форуму ООН з питань корінних народів, виступає на сесії цього органу у 2015 році.

Постійний форум ООН з питань корінних народів (UNPFII або PFII) є центральним координаційним органом ООН з питань, що стосуються проблем і прав корінних народів світу. Існує понад 370 мільйонів корінних народів (також відомих як корінні, корінні, аборигенні та перші народи) у приблизно 70 країнах світу.
Форум був створений у 2000 році як результат Міжнародного року корінних народів світу, оголошеного ООН у 1993 році, в рамках першого Міжнародного десятиліття корінних народів світу (1995—2004). Це дорадчий орган у рамках системи ООН, який звітує перед Економічною та соціальною радою ООН (ECOSOC).

## Історія
Резолюція 45/164 Генеральної Асамблеї ООН була прийнята 18 грудня 1990 року, проголошуючи, що 1993 рік буде Міжнародним роком корінних народів світу, «з метою зміцнення міжнародного співробітництва для вирішення проблем, з якими стикаються громади корінних народів у регіонах. таких як права людини, навколишнє середовище, розвиток, освіта та охорона здоров'я». Рік було розпочато в Австралії пам'ятною промовою прем'єр-міністра Пола Кітінга Редферна 10 грудня 1992 року, в якій він звернувся до невигідного становища корінних жителів Австралії .
Створення постійного форуму обговорювалося на Всесвітній конференції з прав людини 1993 року у Відні, Австрія. У Віденській декларації та Програмі дій рекомендовано створити такий форум під час першого Міжнародного десятиліття корінних народів світу ООН.

## Функції та робота
Він подає рекомендації Раді з питань, що стосуються корінних народів. Щороку він проводить двотижневу сесію, яка проходить у штаб-квартирі ООН у Нью-Йорку, але вона також може відбуватися в Женеві чи будь-якому іншому місці за рішенням форуму. 

### Мандат
Мандат Форуму полягає в обговоренні питань корінного населення, пов'язаних з економічним і соціальним розвитком, культурою, навколишнім середовищем, освітою, охороною здоров'я та правами людини . Форум призначений для:
- Надавати експертні поради та рекомендації Економічній і Соціальній Раді та різним програмам, фондам і установам системи ООН через Раду;
- Підвищувати обізнаність та сприяти інтеграції та координації діяльності, пов'язаної з питаннями корінних народів, у рамках системи ООН;
- Підготувати та поширити інформацію з цих питань.

## Члени
До складу форуму входять 16 незалежних експертів, які діють в особистій якості, які призначаються на три роки. Після закінчення терміну їх повноважень вони можуть бути переобрані або призначені на один додатковий термін.
З цих 16 членів вісім висуваються урядами країн-членів, а вісім — безпосередньо організаціями корінного населення. Ті, кого призначають уряди, потім обираються на посади Економічною та соціальною радою на основі п'яти регіональних груп ООН. Тоді як ті, кого призначають організації корінного населення, призначаються президентом Економічної та соціальної ради та представляють сім соціально-культурних регіонів для широкого представництва корінних народів світу.

## Члени Постійного форуму, січень 2020— грудень 2022
| Країна народження | член                           | Регіон                                                                       | Висунуто                     | Примітки                 |
| ----------------- | ------------------------------ | ---------------------------------------------------------------------------- | ---------------------------- | ------------------------ |
| Фінляндія         | Енн Нуоргам                    | Арктика                                                                      | Організації корінних народів | Голова Постійного форуму |
| Непал             | Пулман Чаудхарі                | Азії                                                                         | Організації корінних народів |                          |
| Чад               | Хінду Умару Ібрагім            | Африка                                                                       | Організації корінних народів |                          |
| Австралія         | Ханна Макглейд                 | Тихоокеанський                                                               | Організації корінних народів |                          |
| Колумбія          | Даріо Хосе Мехія Монтальво     | Латинська Америка і країни Карибського басейну                               | Організації корінних народів |                          |
| Болівія           | Сімон Фредді Кондо Ріверос     | Латинська Америка і країни Карибського басейну                               | Організації корінних народів |                          |
| США               | Джеффрі Рот                    | Північна Америка                                                             | Організації корінних народів |                          |
| Московія          | Олексій Цикарьов               | Центральна та Східна Європа, Російська Федерація, Середня Азія та Закавказзя | Організації корінних народів |                          |
| Китай             | Чжан Сяоань                    | Азіатсько-Тихоокеанські держави                                              | Уряди                        |                          |
| Еквадор           | Лурдес Тібан Гуала             | Латинська Америка і Карибський басейн                                        | Уряди                        |                          |
| Бурунді           | Віталь Бамбанзе                | Африка                                                                       | Уряди                        |                          |
| Данія             | Туве Севндал Гант              | Західна Європа та інші держави                                               | Уряди                        |                          |
| Московія          | Лук'янцев Григорій Євгенійович | Центральна та Східна Європа, Російська Федерація, Середня Азія та Закавказзя | Уряди                        |                          |
| Мексика           | Ірма Пінеда Сантьяго           | Латинська Америка і Карибський басейн                                        | Уряди                        |                          |
| Намібія           | Bornface Museke Mate           | Африка                                                                       | Уряди                        |                          |
| Естонія           | Свен-Ерік Соосаар              | Західна Європа та інші держави                                               | Уряди                        |                          |

## Сесії
На сьогоднішній день було проведено вісімнадцять сесій, усі у штаб-квартирі ООН у Нью-Йорку:
| Сесія                | дати                           | Тема |
| -------------------- | ------------------------------ | --- |
| Перша сесія          | 12 — 24 травня 2002 р          | |
| Друга сесія          | 11 — 23 травня 2003 р          | «Діти та молодь корінного населення» |
| Третя сесія          | 10 — 21 травня 2004 р          | «Жінки корінного населення» |
| Четверта сесія       | 16 — 27 травня 2005 р          | «Цілі розвитку тисячоліття та корінні народи з акцентом на цілі 1 щодо викорінення бідності та крайнього голоду та цілі 2 щодо досягнення загальної початкової освіти» |
| П'ята сесія          | 15 — 26 травня 2006 р          | «Цілі розвитку тисячоліття та корінні народи: переосмислення Цілей розвитку тисячоліття»                                                                               |
| Шоста сесія          | 14 — 25 травня 2007 р          | «Території, землі та природні ресурси» |
| Сьома сесія          | 21 квітня — 2 травня 2008 р    | «Зміна клімату, біокультурне різноманіття та засоби до існування: керівна роль корінних народів і нові виклики»                                                        |
| Восьма сесія         | 18 — 29 травня 2009 р          | |
| Дев'ята сесія        | 19 — 30 квітня 2010 року       | «Корінні народи: розвиток з культурою та самобутністю, статті 3 і 32 Декларації ООН про права корінних народів»                                                        |
| Десята сесія         | 16 — 27 травня 2011 року       | |
| Одинадцята сесія     | 7 — 18 травня 2012 року        | «Доктрина відкриттів: її тривалий вплив на корінні народи та право на відшкодування за минулі завоювання (статті 28 і 37 Декларації ООН про права корінних народів)»   |
| Дванадцята сесія     | 20 — 31 травня 2013 року       | |
| Тринадцята сесія     | 12 — 23 травня 2014 року       | «Принципи належного врядування, що відповідають Декларації ООН про права корінних народів: статті 3–6 і 46»                                                            |
| Чотирнадцята сесія   | 20 квітня — 1 травня 2015 р    | |
| П'ятнадцята сесія    | 9 — 20 травня 2016 року        | «Корінні народи: конфлікти, мир і вирішення» |
| Шістнадцята сесія    | 24 квітня — 5 травня 2017 року | «Десята річниця Декларації ООН про права корінних народів: заходи, вжиті для виконання Декларації»                                                                     |
| Сімнадцята сесія     | 16 — 27 квітня 2018 року       | «Колективні права корінних народів на землі, території та ресурси» |
| Вісімнадцята сесія   | 22 квітня — 3 травня 2019 р    | «Традиційні знання: генерація, передача та захист» |
| Дев'ятнадцята сесія  | 13 — 24 квітня 2020 року       | «Мир, справедливість і міцні інституції: роль корінних народів у реалізації Цілі сталого розвитку 16»                                                                  |
| Двадцята сесія       | 19-30 квітня 2021 року         | «Мир, справедливість і міцні інституції: роль корінних народів у реалізації Цілі сталого розвитку 16»                                                                  |
| Двадцять перша сесія | 25 квітня-6 травня 2022 року   | « Принципи належної обачності щодо корінних народів, бізнесу, автономії та прав людини, включаючи вільну, попередню та інформовану згоду»                              |
| Двадцять другий      | 17-28 квітня 2023 року         | «Корінні народи, здоров'я людини, планетарне та територіальне здоров'я та зміна клімату: підхід, що ґрунтується на правах»                                             |

## Секретаріат
Секретаріат PFII був заснований Генеральною Асамблеєю в 2002 році Резолюцією 57/191. Він розташований у Нью-Йорку в рамках Відділу інклюзивного соціального розвитку (DISD) Департаменту ООН з економічних і соціальних питань (DESA). Секретаріат, серед іншого, готує щорічні сесії Форуму, надає підтримку та допомогу членам Форуму, сприяє підвищенню обізнаності з проблемами корінного населення в системі ООН, урядах і громадськості, а також служить джерелом інформації та координаційним пунктом. для зусиль, пов'язаних з корінними народами.

## Міжнародне десятиліття корінних народів світу

### Перше десятиліття
Перше Міжнародне десятиліття корінних народів світу «Корінні народи: партнерство в дії» (1995—2004) було проголошено резолюцією 48/163 Генеральної Асамблеї з головною метою зміцнення міжнародного співробітництва для вирішення проблем, з якими стикаються корінні народи. у таких сферах, як права людини, навколишнє середовище, розвиток, охорона здоров'я та освіта.

### Друге десятиліття
Друге Міжнародне десятиліття корінних народів світу «Партнерство заради дій і гідності» (2005—2015) було проголошено Генеральною Асамблеєю на її 59-й сесії, а програма дій була прийнята на 60-й сесії.
- Сприяння недискримінації та інклюзії
- Повна та ефективна участь у прийнятті рішень
- Переосмислити політику розвитку з бачення соціальної рівності
- Прийняти цільову політику з акцентом на особливих групах (жінки, діти та молодь)
- Розробити потужні механізми моніторингу та посилити підзвітність на всіх рівнях для захисту прав корінних народів.

Генеральна Асамблея ООН проголосила 2019 рік Міжнародним роком мов корінних народів (резолюція A/RES/71/17).

### Десятиліття мов корінних народів (2022—2032)
28 лютого 2020 року 500 учасників асамблеї високого рівня прийняли «Декларацію Лос Пінос», яка зосереджується на правах людей, які користуються мовами корінного населення.

## Регіональні угруповання
Щоб забезпечити різноманітність, члени обираються з різних регіонів залежно від того, хто їх висунув:
- Регіональні групи Організації Об'єднаних Націй використовуються для восьми членів, призначених урядами та обраних Економічною та соціальною радою:
  - Африканська група
  - Азійсько-Тихоокеанська група
  - Східноєвропейська група
  - Латинська Америка і Карибська група
  - Група Західної Європи та інших держав
- Сім соціально-культурних регіонів використовуються для восьми, призначених організаціями корінного населення та призначених Президентом Економічної та Соціальної Ради:
  - Африка
  - Азії
  - Центральна та Південна Америка та Карибський басейн
  - Арктика
  - Центральна та Східна Європа, Російська Федерація, Середня Азія та Закавказзя
  - Північна Америка
  - Тихий
    - Примітка: з восьми членів, призначених організаціями корінного населення, один має походити від кожного із семи регіонів, з одним додатковим ротаційним місцем серед перших трьох перших у списку вище.

## Подальше читання
- Партнерство з корінними народами: досвід і практика
- Заяви під час Постійного форуму з питань корінних народів у 2006 році
- Історія Постійного форуму ООН з питань корінних народів (2006)
- Стан корінних народів світу — звіт ООН, перший випуск, 2009 р
- Міжвідомча група підтримки з питань корінного населення (IASG) (2006)
- Просвітницький фільм Ребекки Соммер для Секретаріату UNPFII, 2006 р.